# NGC 7642
NGC 7642 é uma galáxia espiral (Sa) localizada na direcção da constelação de Pisces. Possui uma declinação de +01° 26' 34" e uma ascensão recta de 23 horas, 22 minutos e 53,4 segundos.
A galáxia NGC 7642 foi descoberta em 19 de Outubro de 1864 por Albert Marth.